# ベラルーシ反体制派

1991年から1995年までのベラルーシ共和国の旧旗は、ベラルーシ民主共和国（1918）の公式旗としても使用されており、現在、さまざまな反体制派グループや個人が使用している。

ベラルーシ反体制派（ベラルーシはんたいせいは）は、1988年から1991年まで、白ロシア・ソビエト社会主義共和国の当局に、1995年以降は、運動の支持者がしばしば独裁者と見なす同国の指導者アレクサンドル・ルカシェンコに反対するベラルーシのグループと個人で構成されている。運動の支持者は、言論の自由と政治的・宗教的多元主義を備えた、西洋のモデルに基づく議会制民主主義を求める傾向がある。

## 背景
現代のベラルーシ民主主義運動は、ミハイル・ゴルバチョフのペレストロイカとチェルノブイリ原発事故がソビエトシステムの深刻な欠陥を露呈し、環境、非スターリン化、国家復興、民主主義の変化の問題に関して多くのベラルーシ人を刺激した1980年代後半に端を発した。
ソビエト連邦の崩壊は、1991年から1994年までの短期間、ベラルーシに民主主義をもたらした。しかし、1994年にアレクサンドル・ルカシェンコが選出されて以来、彼は、国連人権理事会（UNHRC）が「人権の概念と相いれない」と主張する政治システムを形成する権威主義的ルールを制定した。

## 歴史

### 1988年の反ソビエトデモ
1988年6月3日、ミンスクを拠点とする週刊誌「Litaratura i mastatstva」（「文学と芸術」）は、ベラルーシの首都郊外のクラパティでスターリニズムの犠牲者500人の集団墓地の発掘されたという考古学者のZianon PazniakとYauhen Shmyhalyouによる記事を発表した。この記事は、ソビエト時代の当局の犯罪を報じたベラルーシで初めての出版物であった。これに続いて、同年10月に、共産主義の犠牲者を記念するベラルーシの殉教録と、ベラルーシ人民戦線の創設のための組織委員会が設立され、同戦線は後にベラルーシのソ連からの独立を熱心に支持する組織となった。
1988年10月30日、ミンスクの機動隊は、クラパティでのスターリニズムの犠牲者を記念する大規模なデモ隊を暴力的に解散させた。この件は、現代のベラルーシの歴史における多くのそのような衝突の最初の事例となった

### ベラルーシ人民戦線の設立
1989年6月24日と25日、ベラルーシ人民戦線「復興」（ベラルーシ語: Адраджэньне  ）がパズニアックを議長として正式に設立された。

### 1991年ベラルーシ革命
1991年のベラルーシ革命は、ソビエト当局とその政策に反対する一連の全国規模のストライキと独立派の集会だった。グラスノスチとペレストロイカ政策と共に生活水準の低下と失業もまた、主に若者による大規模なデモと騒乱を引き起こし、彼らは民主主義を要求し、ベラルーシ全体での労働者の抗議を主導した。
1990年、ベラルーシは初の競争的最高会議選挙を実施した。ソビエト連邦の崩壊に伴い、同会議はベラルーシを独立国と宣言した。

### ルカシェンコの選出
1994年6月19日、ベラルーシは初の大統領選挙を実施し、ルカシェンコが勝利した。1995年から、ルカシェンコは議会や他の機関を犠牲にして自身の権力を強化し始めた。

### ミンスクの春（1996–97）
1994年のベラルーシ憲法改正に関する国民投票は、1996年から1997年春の一連の大規模な抗議デモ「ミンスクの春（ベラルーシの春）」の引き金となった。ベラルーシの政治システムはますます権威主義的になり、政府はすべての政治的自由を削減しようとしていた。

### 憲章97
憲章97は、ベラルーシでの民主主義を求める1997年の宣言から着想を得た人権団体である。その文書は、20年前のチェコスロバキアの人権宣言「憲章77」を意図的に反映したタイトルとなっており、1996年に開催された国民投票の記念日に作成され、組織の言葉によれば、「独立、自由、民主主義の原則への献身、人権の尊重、ベラルーシの独裁体制の撤廃と民主主義の回復を支持するすべての人との連帯」を宣言した

### ジーンズ革命（2006年）
ジーンズ革命は、 2006年の大統領選挙に至るまでの期間における、ベラルーシの民主的変化に対する彼らの努力と熱望を説明するために、ベラルーシの反体制派とその支持者によって使用された用語である。

### 2010年大統領選挙
2010年のベラルーシ大統領選挙後、最大40,000人がルカシェンコに抗議した。選挙後の取り締まりで、7人の大統領候補者を含む最大700人の反体制派活動家が逮捕された。
反体制派と反体制派候補のいくつかのウェブサイトも遮断またはハッキングされた。Facebook、Twitter、YouTube、Google Talk、多くの電子メールサービス、LiveJournalも遮断された。反体制派グループとそのウェブサイト「憲章97」の本部は、ルカシェンコの治安部隊によって襲撃され、そのスタッフ全員が逮捕された。
インデペンデントによれば、ルカシェンコの治安部隊は「ソビエト時代にはずれているように見えなかったであろう獰猛さで」敵を追いかけたという。

### 2011年の抗議
深刻な経済危機に影響された一連の抗議デモが2011年に起きた。これらのデモの結果、7月29日、政府は集会と集会を禁止した。

### 2017年の抗議
継続的な景気後退により、2015年以降デモが続き、原油価格下落のため、同年に失業者に課税する法案が可決された。およそ47万人のベラルーシ人が税金を支払う義務があるが、法律制定以降で約10％しか税金を払っていない。
2月17日、183日未満の労働者は「失われた税金」の補償として年間250米ドル（約500万ベラルーシ・ルーブル）を支払うことが義務付けられる法律に抗議するために、約2,500人のデモ隊がベラルーシの首都ミンスクの通りを埋め尽くした、この法律は人気がないことが証明されており、「社会的寄生虫に対する法律」として広く知られている。2月19日、第2の都市ホメリで2,000人規模の別のデモが行われ、どちらのデモも平和的に行われた。他の都市でも小規模なデモが行われた
3月25日、主な抗議デモで発言する予定だった反体制派代表のウラジミール・ネクリアエフは、午前中、ミンスクに向かう途中で阻止されたという。
政府は、警察がミンスクでの抗議デモの近くで「火炎瓶と武器を積んだ車」を発見したと主張して、市民に対する大量逮捕と暴行を擁護した。

### 2020年の大統領選挙と抗議
2020年5月、COVID-19パンデミックへの対応中にルカシェンコの支持率低下が、街頭デモにつながり、ブロガーのセルゲイ・チハノフスキーは、児童詩「モンスターゴキブリ」のように、ルカシェンコをゴキブリと呼び、昆虫をつぶすことを意味するスリッパに言及した。運動の結果、多くの反体制派の大統領候補者が次の大統領選挙に登録したが、彼らの多くは逮捕された。
広範囲にわたる不正選挙の申し立てによって傷つけられた2020年のベラルーシ大統領選挙に続いて、ベラルーシ全体で大規模な抗議デモが勃発した。その後、チハノフスキーの妻で反体制派の大統領候補スヴァトラーナ・ツィハノウスカヤは、60〜70％の得票率で大統領選挙に勝利したと主張し、ベラルーシでの平和的かつ秩序ある権力の移転を促進するために調整評議会を結成した。NextaなどのTelegramのオンライングループ、および小規模な分散型グループは、情報の拡散と反体制派活動の調整において重要な役割を果たした。

### 自由の日
自由の日（ベラルーシ語: Дзень Волі 、DzieńVoli）は、1918年の第3構成憲章によるベラルーシ民主共和国による独立宣言を記念して、3月25日に祝われるベラルーシの非公式の祝日である。この日は、アレクサンドル・ルカシェンコの選出以来、彼に抗議するためにベラルーシの民主主義運動によって毎年利用されている。

### 2022年ロシアのウクライナ侵攻
戦争が始まった直後の2022年2月27日、ロシアのウクライナ侵攻へのルカシェンコの支持と関与を非難するベラルーシの反対派がデモを行った。内務省によると、これらのデモ活動に関与したために800人以上が拘留された。反体制派の活動家たちは後に、キーウ攻勢でウクライナ支援のためにロシアが利用していた国鉄のベラルーシ鉄道への攻撃を含む、紛争でウクライナを支援する活動を行った。

## 野党と組織
- Rada of the Belarusian Democratic Republic
- Belarusian Popular Front "Revival"
- Martyrology of Belarus（ベラルーシ語版、タラシケヴィツァ版）"
- Belarus Free Theatre
- Belarusian Christian Democracy
- Belarusian Green Party
- Belarusian Women's Party "Nadzieja"
- Nexta
- Party of Freedom and Progress
- Social Democratic Assembly
- United Civic Party of Belarus
- Young Front
- Belarusian Social Democratic Party (Assembly)
- United Civic Party
- A Just World
- BPF Party
- Conservative Christian Party – BPF
- Belarusian Humanities Lyceum
- Day of Solidarity with Belarus
- 自由の日 (ベラルーシ)
- YCSU Young Democrats
- Zubr (政治組織)

## 国際的な支援

### 組織
- 欧州連合はルカシェンコ政権に制裁を科した。

### 政府
以下の政府は、ベラルーシの民主主義運動に外交的支援を与えている。
- チェコ[36]
- エストニア[37]
- ラトビア[37]
- リトアニア[38]
- ポーランド[39]
- モルドバ[40]